# Albert Krantz (Theologe)

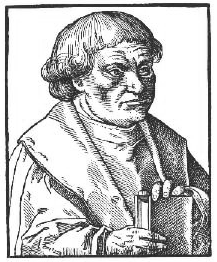
Albert Krantz

Albert Krantz, auch Crantz oder Crantzius, (* 1. Januar 1448 in Hamburg; † 7. Dezember 1517 in Hamburg) war ein Gelehrter und Geistlicher sowie Syndicus und Diplomat im Auftrag der Hansestädte Lübeck und Hamburg.

## Leben

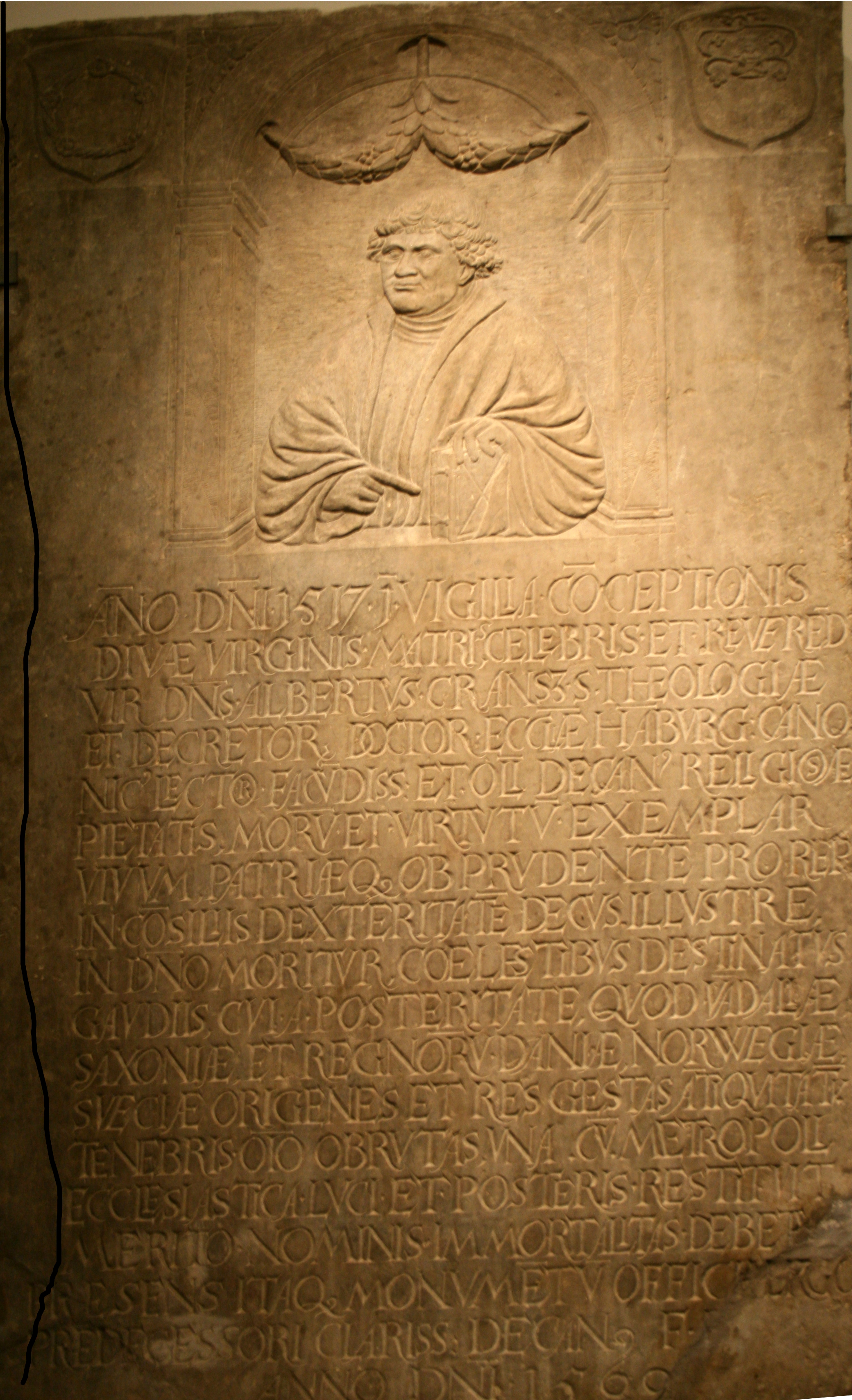
Grabstein im Museum für Hamburgische Geschichte

Albert Krantz, Sohn von Eggert Krantz (1423–1478), bezog nach dem Besuch der Hamburger Domschule 1463 die Universität Rostock (1465 Baccalaureus, 1467 Magister, 1480 Professor, 1481–86 Dekan der Artistenfakultät) und wurde 1482 dort zum Rektor gewählt. 1483 nahm er an der Graböffnung seines Namenspatrons Albertus Magnus in Köln teil und traf dabei auch mit Konrad Celtis zusammen.
1486–91 trat Krantz als Syndicus in lübische Dienste (wohl wegen des Rostocker Domstreits) und unterstützte dort den Syndicus Johannes Osthusen. 1491 ging Krantz nach Mainz (Doktorgrad im Kanonischen Recht) und beendete 1493 in Perugia sein Studium (Dr. theol.).
Seit Mai 1493 lector primarius am Hamburger Dom, gleichzeitig als Syndicus für Lübeck, Hamburg und Beauftragter der Hanse tätig, verfasste er in den folgenden Jahren philosophische und theologische Schriften. 1496/97 beriet er als Senatssyndicus den Hamburger Bürgermeister Hermann Langenbeck gemeinsam mit dem Lübecker Syndicus Mattheus Packebusch bei der Überarbeitung des Stadtrechts (Stadtbuch), das 1497 Gesetzeskraft erlangte. Der Streit des Rates mit dem Domkapitel in Hamburg unterbrach seine diplomatische Tätigkeit, ebenso bedingte das Interdikt eine Pause in der Lektur, die Krantz zur Abfassung einer umfassenden Geschichte des norddeutsch-hansischen Gesamtraumes in sechs Büchern nutzte (1500–02, mit Nachträgen bis 1504/09). 1503 vermittelte er gemeinsam mit dem Schleswiger Herzog Friedrich unter Leitung des Bischofs und päpstlichen Gesandten Raimund Peraudi den Vertrag zwischen den mit Sten Sture d. Ä. verbündeten sechs wendischen Städten unter Führung Lübecks und Johann I. von Dänemark.
Die postum gedruckten Werke Wandalia (Köln 1519), Saxonia (Köln 1520), Chronica regnorum aquilonarium [Dania, Suecia, Norvagia] (dt. 1545, lat. Straßburg 1546) und Metropolis (Basel 1548) vereinen die Betrachtungsweise des überlegenen hansischen Diplomaten, des durch italienische Vorbilder geprägten Humanisten sowie des reformwilligen, aber konservativen Theologen. Auch nach der Wahl zum Domdekan in Hamburg 1508 amtierte Krantz dort als Syndicus bis zu seinem Tod.
Besondere Bedeutung hat sein historisches Werk als „Geschichtsschreiber des Nordens“, der Geschichte Niedersachsens, Skandinaviens und Osteuropas, insbesondere deren Kirchengeschichte, und der Wandalia, Geschichte der Wenden.

## Werke

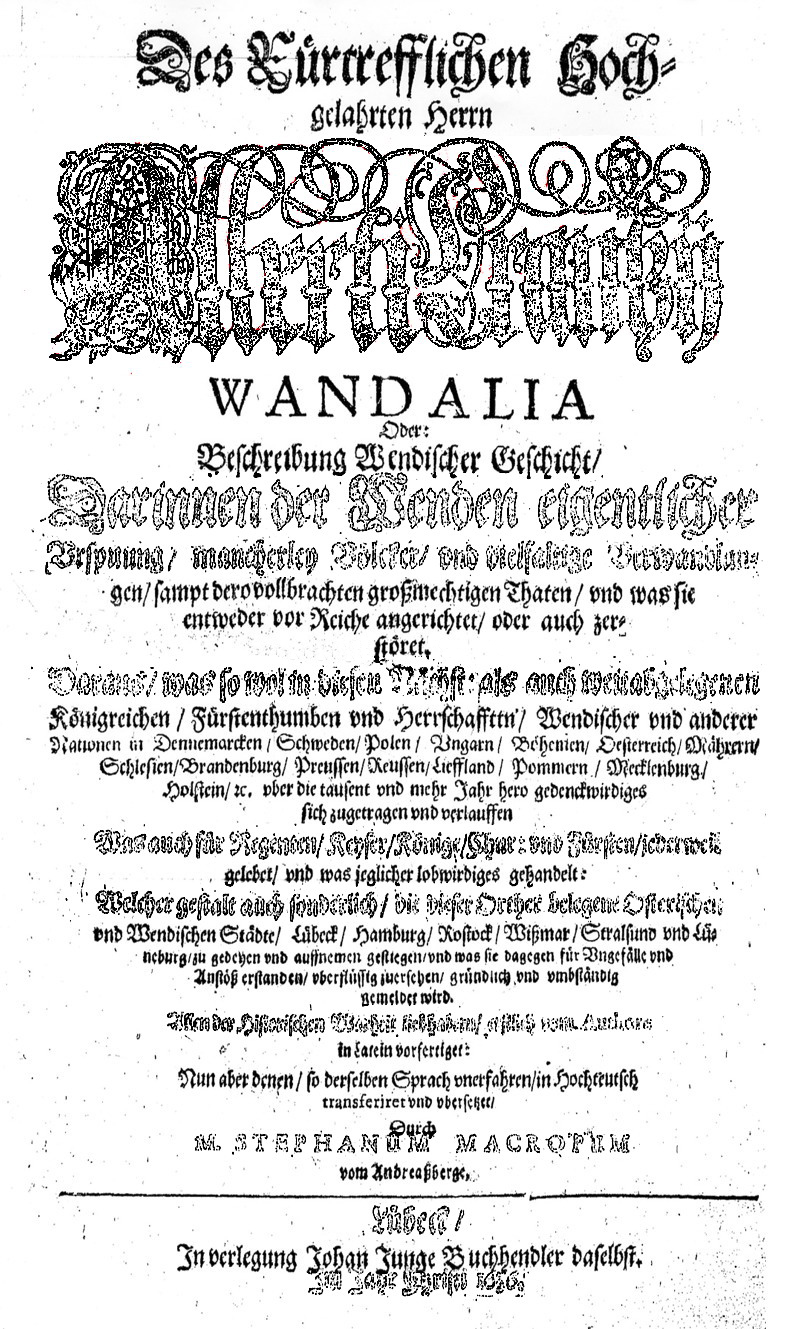
Titelblatt des „Wandalia“-Drucks von 1636

- »Wandalia« (Köln 1519): Des Fürtrefflichen Hochgelahrten Herrn Albert Crantzii Wandalia. Oder: Beschreibung Wendischer Geschicht: Darinnen der Wenden eigentlicher Vrspuung mancherley Völcker vnd vielfaltige Verwandlungen ... Daraus was sol wol in ... Königreichen ... Wendischer vnd anderer Nationen in Dennemarcken/Schweden/Polen/Vngarn/Böhemen/Oesterreich/Mährern/Schlesien/Brandenburg/Preussen/Reussen/Lieffland/Pommern/Mecklenburg/Holstein (Lübeck: Junge, 1636)
- »Wandalia«. De Wandalorum vera origine, variis gentibus, crebrisepatria migrationibus, regnis item, quorum vel autores vel euersores fuerunt. (Frankfurt 1575) Digitalisat
- »Saxonia« (Köln 1520): Weitleufftige, fleissige und richtige Beschreibung der Ankunfft, Sitten, Regiment, Religion, Policeyen, Kriegen ... und allerley Geschichten ... der Sachsen, so sich etliche hundert jahr vor Christi geburt und fol_ bis 1504 zugetragen (Leipzig 1582)  Digitalisat, lat. Ausgabe Köln 1574
- »Chronica regnorum aquilonarium [Dania, Suecia, Norvagia]« (dt. 1545, lat. Straßburg 1546): Dennmärckische, Swedische vnd [und] Norwägische Chronica / Durch den hochberhümpten Albertum Krantzium von Hamburg ... bitz vff die jarzal Christi M.D.iiij beschriben. Newlich durch Henrich von Eppendorff verteütscht (Straßburg 1545) Digitalisat
- »Metropolis« (Basel 1548): Metropolis seu episcoporum in viginti dioecesibus Saxoniae catalogus usque ad annum 1585 deducta (Straßburg 1585)

## Materialien
- Stephan Macropus: Des fürtrefflichen hochgelahrten Herrn Albert Krantz VVandalia: oder, Beschreibung Wendischer Geschicht, darinnen der Wenden eigentlicher Ursprung, mancherley Völcker, und vielfältige Verwandelungen ; sampt dero vollbrachten grossmechtigen Thaten, und was sie entweder vor Reiche angerichtet, oder auch zerstöeret ; daraus, was so wol in diesen Nächst. als auch weltabgelegenen Königreichen, Fürstenthumben und Herrschaften, wendischer und anderer Nationen in Dennemarcken, Schweden, Polen, Ungarn, Böhmen, Osterreich, Mähren, Schlesien, Brandenburg, Preussen, Reussen, Lieffland, Pommern, Mecklenburg, Holstein, zc, uber die tausend und mehr Jahr hero gedenckwirdiges sich zugetragen und verlauffen ; was auch für Regenten, Keyser, Könige, Chur- und Fürsten, jederweil gelebt, und was jeglicher lobwirdiges gehandelt ; welcher gestalt auch sonderlich, die dieser Orther belegene Osterischen und Wendischen Städte, Lübeck, Hamburg, Rostock, Wissmar, Stralsund und Lüneburg, zu gedeyen und auffnehmen gestiegen, und was sie gagegen für Ungefälle und Anstössen erstanden, uberflüssig zuersehen, gründlich und umbstendig gemeldet wird ; allen der historischen Warheit liebhabern, erstlich vom Authore, in Latein vorgefertiget, Bey und in Vorlegung Laurentz Albrechts Buchhändlers, 1600